# Harold Goldsmith
Harold Goldsmith (20 luglio 1930 – New York, 13 marzo 2004) è stato uno schermidore statunitense.

## Biografia
Ha partecipato ai Giochi della XV Olimpiade di Helsinki nel 1952, ai Giochi della XVI Olimpiade di Melbourne nel 1956 ed ai Giochi della XVII Olimpiade di Roma nel 1960.

## Palmarès
In carriera ha conseguito i seguenti risultati:
- Giochi Panamericani:

Città del Messico 1955: oro nel fioretto individuale ed argento nella spada a squadre e nel fioretto a squadre.
Chicago 1959: oro nel fioretto individuale ed a squadre.